# Chlorodendrales
Chlorodendrales, red zelenih algi, jednostanični eukarioti i fotoautotrofi koji čini samostalni razred Chlorodendrophyceae. Sastoji se od porodica Chlorodendraceae i Pterosphaeridiaceae sa ukupno 64 vrste, raširene širom svijeta, po morima i slatkim vodama.